# Колчак Софія Федорівна
Софі́я Фе́дорівна Колча́к (рос. София Фёдоровна Колчак, до шлюбу Омі́рова; * 1876, Кам'янець-Подільський — † 1956, Франція) — дружина адмірала Олександра Колчака. На її честь в Північному Льодовитому океані названо острів Софії (Карське море, архіпелаг Норденшельда)  та мис Софії (Східно-Сибірське море, острів Беннетта) .

## Біографія
Софія Омірова народилася 1876 року в губернському місті Кам'янець-Подільський. Її батько — дійсний статський радник Федір Васильович Оміров — був начальником Подільської казенної палати . Помер 1889 року , очікуючи призначення на пост губернатора Подільської губернії, якою фактично керував в останні роки свого життя .
Мати — Дарія Федорівна Каменська — була донькою генерал-майора Федора Каменського, директора Лісового інституту, та сестрою відомого російського скульптора Федора Федоровича Каменського.
Софія була одинадцятою дитиною в сім'ї (з 12).
Софія навчалася в Смольному інституті шляхетних панянок у Санкт-Петербурзі. Знала сім мов, причому французьку, англійську та німецьку чудово, італійську та польську — дещо гірше.
5 березня 1904 року в Іркутську Софія Омірова взяла шлюб із лейтенантом флоту Олександром Колчаком. Молода дружина зі свекром вирушила в Петербург, а її чоловік 11 березня — в Порт-Артур.
Софія мала від Колчака трьох дітей. Таня померла, коли їй було два тижні. Наймолодша Маргарита (1913—1915) померла дворічною. Вижив тільки середущий Ростислав (народився 9 березня 1910 року).
Жила в Гатчині, потім у Лібаві (нині Лієпая).

Софія Колчак із сином Ростиславом (офіцером французької армії) та внуком Олександром. Франція, 1939 рік

Після обстрілу Лібави німцями на початку війни (2 серпня 1914 року) втекла, кинувши все, крім кількох валіз. Державну квартиру Колчака було згодом розгромлено, а майно сім'ї загинуло. Дочка померла в Гатчині, де, очевидно, деякий час жила і Софія Федорівна. Переїхала услід за чоловіком у Гельсінгфорс (нині Гельсінкі), потім у Севастополь. При червоних, переправивши сина Ростислава в безпечніше місце (до польських подруг дитинства в Кам'янець-Подільський), залишилася в Севастополі, переховуючись під чужим іменем у сім'ях моряків.
У квітні 1919 року Софія Федорівна Колчак виїхала в Бухарест на англійському військовому кораблі. Далі, з'єднавшись із сином Ростиславом, переїхала у Францію, де прожила решту життя. Померла 1956 року в шпиталі Лонжюмо під Парижем. Похована на російському кладовищі в містечку Сен-Женевьєв-де-Буа під Парижем . Поруч поховані син Ростислав Олександрович Колчак, який помер 28 квітня 1965 року, та його дружина — Катерина Олександрівна Колчак (уроджена Развозова), яка померла 28 червня 1975 року.

## Фільм «Адмірал»
У фільмі «Адмірал» (2008) роль Софії Колчак зіграла Анна Ковальчук. За словами акторки, спочатку їй хотілося зіграти Анну Тімірєву — коханку адмірала Олександра Колчака, але Софія як дружина та мати виявилася їй ближчою.
«Захотілося випробувати такі страждання, відповісти на запитання, як це — не піддаватися, не йти за своїми бажаннями, залишаючись щиро люблячою, чесною жінкою. Зйомки завершилися, а я досі іноді зупиняюся та запитую себе: „А як Софія діяла би в такій ситуації? Як навчитися себе стримувати?“» — зазначила Анна Ковальчук .

## Художня література
У романі Михайла Стельмаха «Хліб і сіль» (1959) згадується панночка Омірова, яка «змінила благословенний Кам'янець-Подільський на холодний Іркутськ» .